# Belaynesh Oljira
Belaynesh Oljira (* 26. Juni 1990) ist eine äthiopische Langstreckenläuferin.

## Leben
2010 siegte sie beim Nizza-Halbmarathon, wurde Zweite bei den 10 km du Conseil Général, Vierte beim Lille-Halbmarathon und jeweils Zweite beim 15-km-Bewerb des Istanbul-Marathons und bei Marseille – Cassis.
Im Jahr darauf wurde sie bei den Crosslauf-Weltmeisterschaften 2011 in Punta Umbría Zehnte und gewann mit dem äthiopischen Team Silber. Bei den äthiopischen Meisterschaften siegte sie über 10.000 m, und beim Delhi-Halbmarathon.
2012 stellte sie beim Halbmarathonbewerb des Houston-Marathons mit 1:08:26 h einen Streckenrekord auf. Beim Prefontaine Classic konnte sie sich über 10.000 m mit einem dritten Platz und einer Zeit von 30:26,70 min für die Olympischen Spiele in London qualifizieren, bei denen sie auf den fünften Platz kam. Einem sechsten Platz beim Delhi-Halbmarathon im Herbst folgte zu Beginn 2013 ein fünfter Platz beim Dubai-Marathon.
Bei den Crosslauf-WM in Bydgoszcz gewann sie Bronze in der Einzel- und erneut Silber in der Mannschaftswertung. Nach einem dritten Platz beim Ostrava Golden Spike über 10.000 m in 30:31,44 min wurde sie für die Leichtathletik-Weltmeisterschaften 2013 in Moskau nominiert, bei denen sie Bronze in 30:46,98 min errang.

## Persönliche Bestzeiten
- 3000 m: 8:40,73 min, 22. Juli 2010, Monaco
- 5000 m: 14:58,16 min, Saint-Denis
- 10.000 m: 30:26,70 min, 1. Juni 2012, Eugene
- 10-km-Straßenlauf: 31:07 min, 1. Mai 2010, Marseille
- Halbmarathon: 1:07:27 h, 27. November 2011, Neu-Delhi
- Marathon: 2:25:01 h, 25. Januar 2013, Dubai